# Robert Kaddouch
 (janvier 2021).
Il peut être nécessaire de l'améliorer pour respecter le principe de neutralité de point de vue. Veuillez consulter la page de discussion pour plus de détails.

Robert Kaddouch est un pianiste, pédagogue, chercheur et écrivain français. Il est le concepteur de la « pédagogie Kaddouch ».

## Biographie

### Naissance et enfance
Robert Kaddouch naît le 24 novembre 1958, à Casablanca au Maroc.
À l'âge de sept ans, il part avec sa famille pour la France, et s'installe à Tarbes, dans les Hautes-Pyrénées. Il intègre alors le Conservatoire où il obtient un premier prix et une médaille d'or en piano, puis continue sa formation à Paris avec Pierre Sancan, Bruno Rigutto, Iannis Xenakis ou encore, Martial Solal.
Dès seize ans, il commence à enseigner le piano. C'est ainsi qu'il établit les prémices de sa pédagogie dont le concept fondateur est la « Conductibilité », soit la communication par la création.

### Fondation du CRPMC
Le 31 mai 2019, le Centre de Recherche en Pédagogie, Musique et Création (CRPMC), fondé par Robert Kaddouch, est inauguré à Paris, en présence de Franck Riester, ministre de la Culture et de Geoffroy Boulard, maire du 17e arrondissement.
Simha Arom, ethnomusicologue, Gary Peacock, contrebassiste et Martial Solal, pianiste, font partie de l'organigramme de ce centre de recherche.

## La pédagogie, ou méthode Kaddouch
Cette pédagogie veut donner aux enfants, dès le plus jeune âge, plus de sens à l'apprentissage de la musique et particulièrement à l'étude du piano. Elle place l'enfant au centre du processus d'apprentissage. Le rôle du professeur est d'encourager et de stimuler le potentiel de l'enfant afin qu'il devienne le point d'ancrage de l'apprentissage. Les trois axes principaux de cette pédagogie qui laisse l'enfant libre et acteur de son apprentissage, sont : la prosodie du langage, la synesthésie fonctionnelle et le geste créatif. La « Conductibilité », concept central, définit la création comme mode de communication, et considère la communication comme création.

### La «Conductibilité»
La « Conductibilité » est le concept fondateur de la pédagogie de Robert Kaddouch. Selon lui, il ne faut pas « souffrir pour avancer », et il établit une forme d'apprentissage par la création. 

### La synesthésie
La synesthésie, soit l'association des sens, fait aussi partie des outils employés par cette pédagogie. Robert Kaddouch a travaillé avec Élie Cazaussus, champion du monde de pâtisserie et meilleur ouvrier de France, pour initier des associations saveurs-musique. 

### La prosodie du langage
La prosodie du langage fait partie des outils de la pédagogie Kaddouch. Elle permet de mieux maîtriser sa langue maternelle et d'appréhender autrement une langue étrangère,.

### Le geste musical et le geste créatif
Consolidée en 2011, en Suède, avec une danseuse contemporaine suédoise formée à la pédagogie Kaddouch, ce dernier établit une approche « Musique, intelligence & mouvement ». Il considère que « Le mouvement musical va déclencher le geste. (…) C'est l'enfant qui fait le geste. On n'est pas dans l'imitation qui enferme l'enfant, mais tout de suite dans la recherche de la précision. (…) Ce n'est pas imposer une façon de faire, mais permettre à chaque enfant de libérer son potentiel. »

### Diffusion

#### En France
Après la création de l'école Kaddouch & Music à Tarbes, où il forme les professeurs du conservatoire Henri Duparc, et celle de Pau en 1997, Robert Kaddouch ouvre, en septembre 1999, une école à Castelnau-Magnoac avant de créer son école à Paris.
Le 20 août 2013, il apparaît dans un épisode de Secrets d'Histoire, présenté par Stéphane Bern et diffusé sur France 2. Le thème étant « Mozart et la précocité », il présente l'intérêt de sa méthode enseignée dans ses écoles et particulièrement son approche de la création auprès des enfants précoces.

#### À l'étranger
Robert Kaddouch voyage en Suède, Russie, Belgique, Norvège, Autriche, Danemark et Suisse, notamment en tant qu'expert pour le Ministère des Affaires étrangères.
À la demande de l'ambassade de France en Suède, il participe à plusieurs conférences en avril 2002, notamment à Stockholm, la capitale suédoise. Il y expose et explique alors sa pédagogie.
Une école de musique a d'ailleurs choisi d'utiliser sa méthode. C'est donc la première école Kaddouch en Suède, bien qu'il ait « seulement un droit de regard sur la pédagogie », et non au sein de l'administration de l'école. 
Il est aussi conférencier pour le St John's College à Oxford University, où il développe son concept de « Conductibilité »,.

## Distinctions

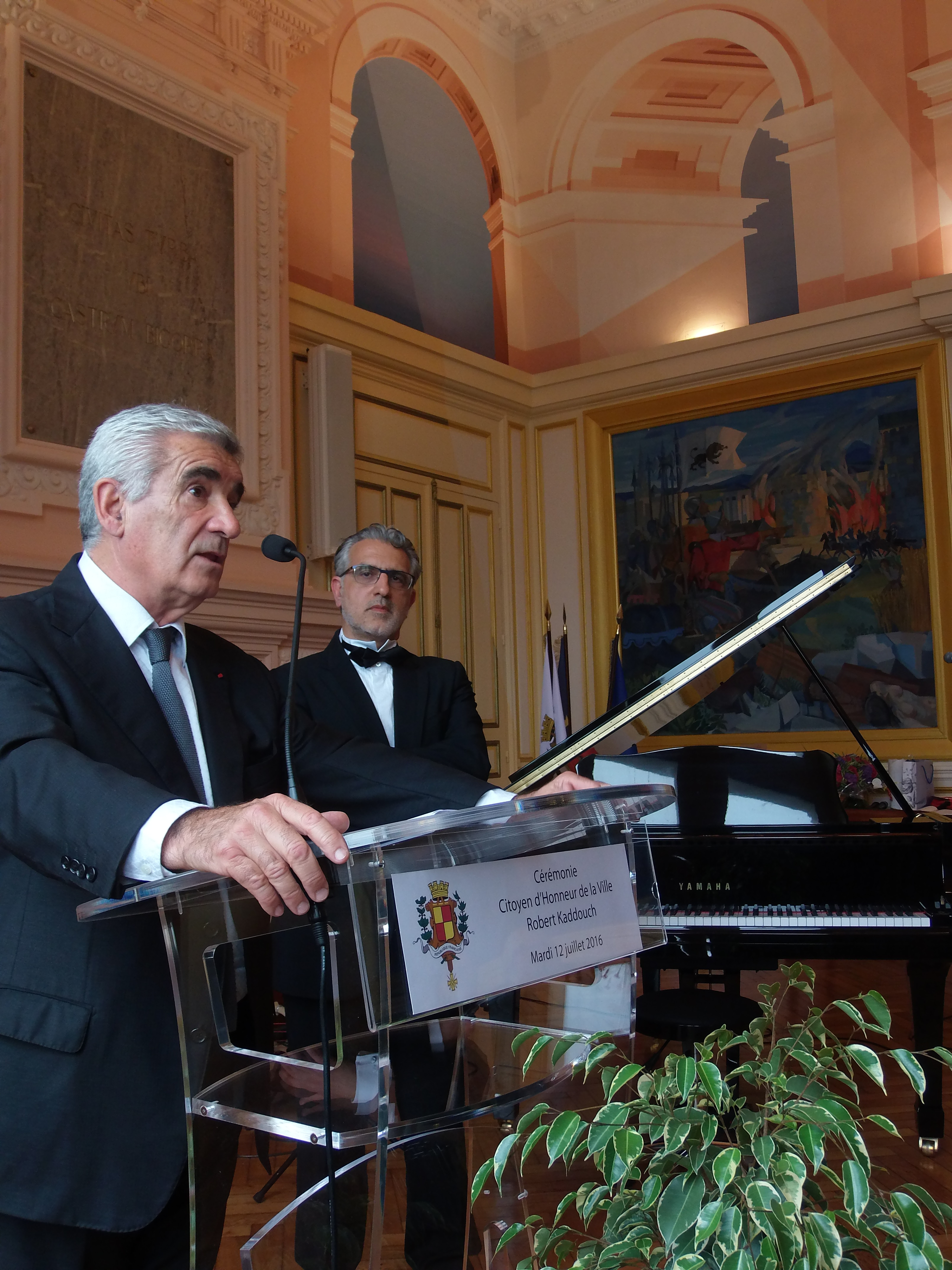
Gérard Trémège déclare Robert Kaddouch citoyen d'honneur de la ville de Tarbes en juillet 2016.

- 2002 : Gérard Trémège remet la médaille de la ville de Tarbes à Robert Kaddouch[23].
- Juillet 2016 : il est déclaré citoyen d'honneur de la ville de Tarbes[23],[24].
- 2018 :  Chevalier de l'ordre des Arts et des Lettres, promu en mars 2018[25] par Françoise Nyssen, Ministre de la Culture, médaille remise par Gérard Trémège, en juin 2018[26].

## Œuvres

### Publications

#### Œuvres pédagogiques
- Robert Kaddouch, Les chansons à modeler de Tonton Robert, Tarbes, Kaddouch & Music, 2010, 37 p. (ISBN 978-2-9537465-2-5, BNF 42656768) ;
- Robert Kaddouch, Les jeux de piano, Tarbes, Kaddouch & Music, 2012, 37 p. (ISBN 978-2-9537465-4-9, BNF 42652232) ;
- Robert Kaddouch, La notation Kaddouch : des formes pour entendre, Tarbes, Kaddouch & Music, 2013, 33 p. (ISBN 979-10-91488-03-7, BNF 43760271) ;
- Robert Kaddouch, La notation Kaddouch junior : apprendre à lire quand on est petit, Tarbes, Kaddouch & Music, 2013, 33 p. (ISBN 979-10-91488-04-4, BNF 43760280) ;
- Robert Kaddouch, Les cahiers d'Ethel, Kaddouch & Music, 2014 (ISBN 978-2-9537465-6-3, BNF 43856446) ;
- Robert Kaddouch, La technique du mille-pattes : Les bases de l'accompagnement, Tarbes, Kaddouch & Music, 2014, 22 p. (ISBN 978-2-9537465-9-4, BNF 43760284) ;
- Robert Kaddouch, Standards de jazz : arrangés et ré-harmonisés pour redécouvrir et faire entendre différemment les harmonies de nos standards, Tarbes, Kaddouch & Music, 2014 (ISBN 979-10-91488-06-8, BNF 43856442) ;
- Robert Kaddouch, Le livre de l'improvisateur, Kaddouch & Music, 2014 (ISBN 978-2-9537465-6-3, BNF 43760289) ;
- Robert Kaddouch, Do ré mi fa tralala : les plus belles chansons de tonton Robert : le solfège par la méthode Kaddouch, Tarbes, Kaddouch & Music, 2014, 63 p. (ISBN 978-2-9537465-3-2, BNF 43856448) ;
- Robert Kaddouch, Chansons enfantines : arrangées et ré-harmonisées pour redécouvrir et faire entendre différemment les chansons de notre enfance, Tarbes, Kaddouch & Music, 2014 (ISBN 979-10-91488-05-1, BNF 43856437).

#### Œuvres théoriques
- Robert Kaddouch et Jean-Paul Bernié, Je voudrais improviser, Kaddouch & Music, 1996 (BNF 37069853) ;
- Robert Kaddouch, Grandir en musique : Pour une pédagogie de la réussite, Kaddouch & Music, 2006, 116 p. ;
- Robert Kaddouch et en collaboration avec Sébastien Miravète, Des mimes et des murs : Une nouvelle approche de l'enfant par la création, Mont de Marsan, Gruppen, 3 septembre 2012, 78 p. (ISBN 978-2-919103-05-8, BNF 42793165) ;
- Robert Kaddouch et Marion Noulhiane, L'enfant, la musique et la mémoire : Apprentissage musical et développement cérébral, Paris, De Boeck, 16 février 2015, 96 p. (ISBN 978-2-35327-246-4, BNF 43726895, lire en ligne) ;
- Arnaud François (dir.) et Sebastien Miravete (dir.), Le pédagogue et le philosophe : Robert Kaddouch et la conductibilité, Paris, L'harmattan, coll. « Esthétiques », 2016, 114 p. (ISBN 978-2-343-08855-6, BNF 45003168, lire en ligne), Le cas d'Alice, texte de Robert Kaddouch, page 9 à page 46 ;
- Robert Kaddouch, Enseigner l'interprétation musicale : réflexions et techniques, Villers-Cotterêts, Ressouvenances, 16 février 2017, 100 p. (ISBN 978-2-84505-217-8, BNF 45219562), en collaboration avec Jacqueline Challet-Haas pour le chapitre "Transfert des valeurs" ;
- (en) Robert Kaddouch, A Pedagogy of Creation : Teaching Students to Communicate Through Music, Lexington Books, Rowman & Littlefield, 2019 (ISBN 978-1-4985-9525-4).

### Discographie

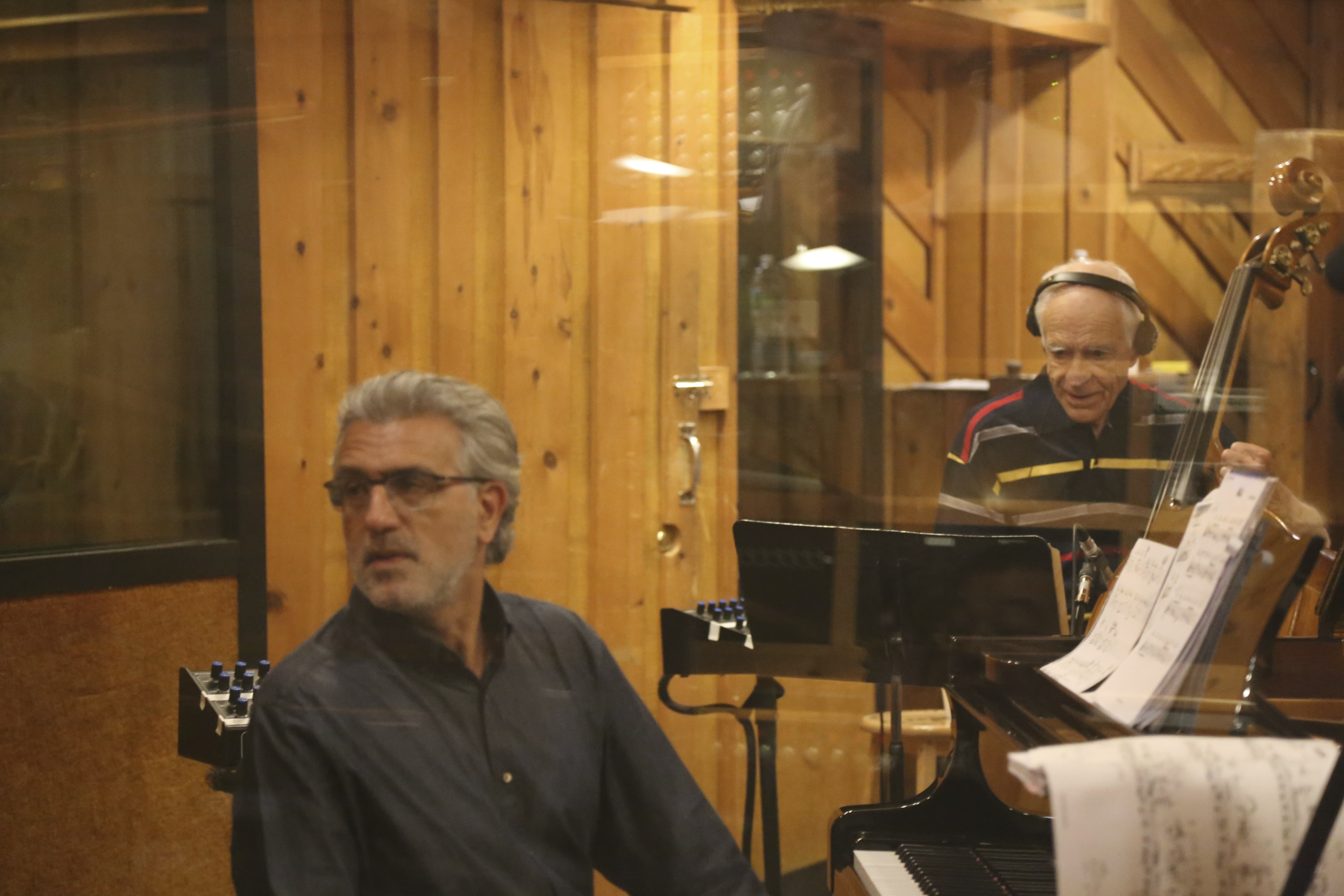
Robert Kaddouch et Gary Peacock pour l'enregistrement de 53rd Street et High Line.

#### Œuvres pédagogiques
- 1993 : Musique, s'il vous plaît !, avec Martial Solal (BNF 39589154) ;
- 1996 : Tous en musiques, avec Martial Solal (BNF 39629662) ;
- 2010 : Au piano les bébés (BNF 42269929).

#### Œuvres artistiques
- 1993 : Éclipse, trio avec Daniel Humair à la batterie et Cesarius Alvim à la contrebasse ;
- 1997 : Balade pour deux pianos, CD avec Martial Solal au piano (ASIN B00004UWJA) ;
- 2015 : MS1014, CD avec Martial Solal , duo au piano[27] ;
- 2016 : 53rd Street, CD avec Gary Peacock à la contrebasse (ASIN B018RCJCW4), (BNF 45088512) ;
- 2016 : High Line[28], CD avec Gary Peacock à la contrebasse (ASIN B01BN5QOL4) ;
- 2017 : Une rencontre, CD avec Michel Benita à la contrebasse et Gérard Trémège pour la composition[29].